# Ротхауг, Освальд
Освальд Ротхауг (нем. Oswald Rothaug, родился 17 мая 1897 года в Миттельзинне  — умер 4 декабря 1967 года в Кёльне) — немецкий адвокат, судья Народной судебной палаты. В 1947 году на Нюрнбергском процессе по делу нацистских судей приговорён к пожизненному заключению за активное участие в преступлениях гитлеровского режима.

## Биография
Освальд Ротхауг родился 17 мая 1897 года в Миттельзине в семье учителя начальной школы. Детство провёл в Аура-им-Зиннгрунд и Ашаффенбурге.
В июне 1933 года Ротхауг стал государственным прокурором в Нюрнберге. После этого трудился окружным судьёй в Швайнфурте. Затем в апреле 1937 года Ротхауга назначили руководителем окружного суда и главным судьей особого суда в Нюрнберге. В 1938 году он стал членом НСДАП, но вероятно, желал вступить в нацистскую партию ещё в мае 1937 года. Ротхауг работал на добровольных началах в Службе безопасности СД при рейхсфюрере СС.
В 1942 году Рохтауг приговорил к смертной казни 25-летнего польского рабочего (из числа угнанных в Германию на принудительные работы) со следующей формулировкой: «Неполноценность обвиняемого по своему характеру, очевидно, связана с его принадлежностью к польской нации-недочеловеков».
Среди его самых известных судебных решений — смертный приговор 68-летнему еврею Лео Катценбергеру 14 марта 1942 года за предполагаемое «расовое унижение по Закону о защите крови». То есть за интимную связь с немкой. При этом свидетели дали противоположные показания и в суде подтвердили, что никакого интимного общения не было. Такое усердие судьи понравилось Адольфу Гитлеру. В мае 1943 года фюрер назначил Ротхауга имперским обвинителем (прокурором) в Народной судебной палате.
При этом прокурор Нюрнберга Герман Маркль, который сам же изначально предъявил обвинение Катценбергеру, после окончания Второй мировой войны дал показания против Ротхауга в Нюрнбергском процессе по делу нацистских судей. В ходе судебного разбирательства Ротхауг был признан виновным и 14 декабря 1947 года приговорён к пожизненному заключению за преступления против человечности. Позднее срок был сокращён до 20 лет. 22 декабря 1956 года Ротхауга освободили из военной тюрьмы Ландсберг.
После освобождения Ротхауг поселился в Кёльне-Мюльхайме. Он умер 4 декабря 1967 года.

## В кино
Дело Лео Катценбергера, а, следовательно, и сам судья Освальд Ротхауг стали широкой известны после выхода в 1961 году американского фильма «Нюрнбергский процесс». Позднее, в 2001 году по мотивам этого сюжета был снят немецкий фильм «Лео и Клер».